# Walter Ziffer
Prof. Walter Ziffer (* 5. března 1927 Český Těšín) je americký křesťanský teolog židovského původu.

## Biografie
Narodil se v Těšíně do německy mluvící židovské rodiny. Jeho otec byl právník a pro svůj židovský původ nemohl po nástupu nacismu praktikovat právo. Po vypuknutí druhé světové války byli vyhnáni z domu, který si zabralo gestapo jako své místní velitelství. Nějaký čas bydleli u strýce, ale často byli německými úřady vyháněni, až roku 1941 skončili v ghettu. Aby se vyhnul deportaci, využil příležitosti, kterou zajistil jeho otec, a pracoval železářské továrně, vyrábějící šrouby a matky. V červnu 1941 byl společně s dalšími židovskými chlapci deportován a jako jednomu z mála se mu podařilo přežít válku a holocaust. Pracoval v několika pracovních a koncentračních táborech (mimo jiné v koncentračním táboře Gross-Rosen). Osvobozen byl 8. května 1945.
Válku přežila jeho matka, sestra i otec. Společně žili v Českém Těšíně až do února 1947, kdy v důsledku hrozby komunistického převratu emigrovali do Francie. V prosinci 1948 se mu podařilo získat americké studentské vízum. Odstěhoval se do Nashville, kde žil matčin bratr a studoval na Hume-Fogg Technical and Vocational High School. Ve Spojených státech nakonec zůstal a stal se naturalizovaným občanem. Po vystudování vysoké školy pracoval ve společnosti General Motors, načež opět studoval, získal titul Ph.D. a stal se profesorem teologie.